# Сентябрьское восстание в Иракском Курдистане
Сентябрьское восстание — под этим именем в Иракском Курдистане известна сепаратистская война, которую вели иракские курды в 1961—1975 годах под руководством Мустафы Барзани.

## Предыстория и причины
С момента образования Ирака, в 1921 году, три северные (курдские) провинции этой страны не прекращали борьбы за создание курдской автономии.
Свержение иракской монархии в 1958 г. было с энтузиазмом встречено курдами и действительно на короткое время дало им ощущение равноправия и свободы. Демократическая партия Курдистана активно поддерживала правительство Абдель-Керима Касема и пользовалась взаимным расположением со стороны последнего. Она стала крупнейшей (после компартии) массовой партией в Ираке и фактически заняла монопольное положение в Иракском Курдистане. Возвратившийся из Москвы председатель ДПК Мустафа Барзани стал общеиракским национальным героем. При этом курдские националисты надеялись на предоставление Курдистану автономии, крестьянские массы — на аграрную реформу, которая покончит с малоземельем и безземельем подавляющего большинства крестьянства.
Эти надежды были, однако, обмануты. С начала 1960 г. в политике Касема происходит поворот, связанный с его попыткой опереться на силы правого арабского национализма. С конца года начинаются открытые гонения на всякие курдские национальные проявления. Дошло до того, что сорт «курдской пшеницы» был специальным приказом переименован в «северную пшеницу».
Крах аграрной реформы и резкое повышение налогов были другими факторами, которые вели к восстанию даже независимо от национальных вопросов. Летом 1961 г. народные массы в Курдистане буквально рвались к оружию. Курдистан фактически выходил из-под контроля правительства, в ряде населённых пунктов произошли спонтанные вспышки насилия, сопровождавшиеся изгнанием местной администрации и полиции.
ДПК в этой ситуации играла скорее сдерживающую роль. В партийном руководстве за немедленное восстание выступал только Джаляль Талабани; большинство Политбюро считали восстание несвоевременным, первый секретарь Ибрагим Ахмед вообще не верил, что при отсутствии внешней поддержки курды сумеют вести сколько-нибудь серьёзную партизанскую войну. Барзани был настроен менее пессимистически. Ещё осенью 1960 г. он (под предлогом октябрьских торжеств) побывал в Москве и вёл там переговоры о снабжении курдов оружием (ему были выделены деньги на закупку оружия, переданные через посольство СССР в Багдаде). Однако и он считал, что восстание не подготовлено и несвоевременно.
Разочарование курдов, как и поворот правительства Абдель Керим Касема в сторону арабского шовинизма, стали причиной Сентябрьского восстания 1961—1975 годов, под предводительством Барзани и ДПК.

## Начало восстания
В начале сентября 1961 года Касем вводит в Курдистан 25-тысячную армейскую группировку. Днём начала восстания курды считают 11 сентября, когда Курдистан был подвергнут первой бомбардировке. Тем не менее в тот момент казалось, что происходит скорее подавление восстания, чем его начало. Войска без труда пресекли попытки сопротивления, буквально разогнав неопытные отряды партийцев и племенных ополчений. Центром сопротивления оставался только Барзан, где держался Барзани. Однако 8 октября Барзани был вытеснен из Барзана. Восстание казалось окончательно подавленным.
К тому моменту силы ДПК насчитывали: 640 человек у Барзани, 200 человек в горах Сафин-даг (район Эрбиля), 50 человек в провинциях Сулеймания и Киркук (из которых только половина имела оружие) и 30 человек в Ханекине. Однако этот подсчёт не включает силы племён, по-прежнему находившихся в состоянии брожения; именно они и стали основным ресурсом Барзани.
Покинув Барзан, Барзани проходит через земли соседних племён, быстро доводит свой отряд до 5 тысяч и с этими силами в начале декабря громит три иракских батальона в ущелье Гали-Завет (под г. Сарсанг) и берёт Сарсанг. Результатом этого события оказалось установление контроля Барзани над всем северо-западом Иракского Курдистана.
Победа при Гали-Завете оказала вдохновляющее действие на курдов и, в частности, на Политбюро, до сих пор пребывавшее в некоторой растерянности. Был созван пленум ЦК (18-23 декабря), который впервые прямо провозгласил «курдскую революцию» и выдвинул лозунг: «демократия Ираку — автономия Курдистану»! Этот лозунг оставался официальным лозунгом восставших на протяжении всего восстания, хотя среди курдов гораздо популярнее был другой, брошенный самим Барзани: «Курдистан — или смерть!»
С наступлением весны 1962 года Барзани выступает на юго-восток и соединяется с отрядами Политбюро, действовавшими в районе Сулеймании. Овладение городком Раят дало ему контроль над «дорогой Гамильтона» — шоссе, соединявшим Иракский Курдистан с Ираном (эта дорога играла ключевую роль для снабжения курдов, ввиду введённой Багдадом блокады повстанческого района). Выступив затем на запад к горам Сафин, он летом берёт в кольцо 12-тысячную иракскую группировку, находившуюся в пяти лагерях в районе Шаклава-Ревандуз. Лагеря были блокированы, и Барзани стал безусловным хозяином всего горного Курдистана — на территории 30-40 тысяч км² с населением 1 миллион 200 тысяч человек.

## Барзани и первый баасистский режим
Во время своего пребывания на посту премьер-министра Абдель Керим Касем начал создавать почву для Ирано-Иракской войны. В конце 1959 г. разгорелся конфликт Ирака с Ираном по поводу судоходства по реке Шатт-эль-Араб. Багдад обвинил Иран в нарушении ирано-иракского договора 1937 г. 18 декабря он заявил: 
«...Мы не хотели бы обратиться к истории арабских племен, проживающих в Аль-Ахвазе и Хорремшехре. Турки передали Хорремшехр, который являлся частью иракской территории, Ирану».
После этого Ирак начал поддерживать сепаратистов в Хузистане и даже заявил о своих территориальных претензиях на следующем заседании Лиги арабских государств.
Неудача Касема в Курдистане стала одной из причин его свержения 8 февраля 1963 года в результате военного переворота, организованного партией Баас. Барзани был в тайных контактах с баасистскими заговорщиками, которые обещали ему провозглашение автономии Курдистана. Сразу после переворота боевые действия были прекращены. В Багдад для переговоров была направлена делегация во главе с Джалялем Талабани. Однако баасисты вместо автономии предложили план децентрализации (придания провинциям прав местного самоуправления), с порога отвергнутый курдами как неприемлемый. Одновременно на севере Ирака концентрировались войска. 9 июня курдская делегация в Багдаде была арестована, а армия начала наступление.
Наступление сопровождалось широкими репрессиями против гражданского населения: массовыми убийствами, депортациями, сожжением деревень и урожая. Эти действия достигли таких масштабов, что 3 июля Монголия (с подачи СССР) внесла в ООН проект резолюции «О политике геноцида, проводимой правительством Иракской республики в отношении курдского народа» (проект был отозван под давлением арабских стран).
В военном отношении главной целью наступления был Барзан. 4 августа багдадское радио заявило о его захвате. На деле Барзани после первых поражений сумел мобилизовать все наличные силы и остановить иракцев на подступах к родному посёлку. Осенью иракские войска после ряда неудач были выведены из района Барзана, тогда как курды перешли в контрнаступление и вернули себе почти всю утраченную летом территорию.
События 1963 года выявили парадигму, по которой отныне неизбежно развивались военные действия. Летом правительственные войска, используя преимущества в численности и вооружении, переходили в наступление и занимали ряд районов, рассредотачиваясь по вновь занятым районам. Со своей стороны, курды перерезали дороги, блокировали гарнизоны и при удобном случае нападали из засады на иракские колонны. В результате эффективный контроль над территорией оказывался невозможным, и осенью, когда использование танков и авиации становилось затруднительным, курды возвращали себе всё ранее утерянное; иракское же присутствие выражалось в виде цепи блокированных гарнизонов, которые приходилось снабжать с воздуха.
В 1963 году число курдских пешмерга достигло 20 тысяч человек; эта цифра не включала милицию, призывавшуюся в случае угрозы данному району. Пешмерга пополнили арсеналы тяжёлым оружием (миномёты), среди них появилось до 70 кадровых офицеров и ещё больше унтер-офицеров, бежавших в Курдистан после баасистского переворота; в конце года началось переформирование курдских отрядов по образцу регулярной армии.

## «Свободный Курдистан»
18 ноября 1963 г. президент Ирака Абдул Салам Ареф совершил новый переворот, разогнав баасистов и сформировав чисто военное правительство; 10 февраля 1964 г. между ним и Барзани было подписано новое перемирие. В тексте договора ничего не говорилось об автономии, что дало повод Ибрагиму Ахмеду и его сторонникам в Политбюро (включая Талабани) обвинить Барзани в предательстве. Со своей стороны, Барзани созывает партийный съезд, исключающий «фракцию Политбюро» из ДПК. Вооружённой рукой подавив оппозицию и изгнав враждебную фракцию в Иран, Барзани принимается за организацию на подконтрольной территории правительственных структур: «Совета революционного командования Курдистана» (парламента, председателем которого считался сам Барзани) и «Исполнительного комитета» (правительства, председатель д-р Махмуд Осман). «Столицами» «Свободного Курдистана» являлись городки Рания и Галала, недалеко от иранской границы.

### «Баззазовский договор»
В 1965 году военные действия возобновились. На весну 1966 года багдадский Генеральный штаб наметил решающее наступление, имея целью овладеть «дорогой Гамильтона» и затем расколоть район восстания на две части; однако разгром иракцев в мае в сражении под Ревандузом сорвал этот план. 15 июня премьер-министр Ирака Абдель-Рахман аль-Баззаз выступает с призывом к началу мирных переговоров, и 29 июня провозглашается (в виде правительственной декларации) мирный договор, заключённый между ним и курдской делегацией. Идея Баззаза предполагала не автономию курдов, а «децентрализацию»: предоставление прав самоуправления всем провинциям Ирака, с параллельным предоставлением курдам национальных прав (курдский язык в качестве официального и языка обучения в курдских провинциях и так далее). Для Барзани это был minimum minimorum; он пошёл на соглашение прежде всего потому, что нуждался в передышке; кроме того, за время переговоров он убедился в искренности либеральных устремлений Баззаза. Поэтому последовавшая вскоре отставка Баззаза и замена его военным (Наджи Талебом) была воспринята курдами как прелюдия к войне. Тем не менее, военные действия не начались до 1969 года; всё это время формально действовал «баззазовский договор», хотя де-факто ни одна из сторон не выполняла его условий.

Подписание договора 11 марта Барзани и Саддамом Хусейном

### Мартовское соглашение
Весной 1969 года Барзани возобновил военные действия, выдвинув лозунг: «Курдистан или смерть!» Попытки нового баасистского правительства возобновить переговоры на «баззазовской» платформе отвергались: Барзани объявил, что «децентрализация» — это «пройденный этап» и для него неприемлемо ничего, кроме автономии. В результате баасисты, и прежде всего Саддам Хусейн, стали склоняться к мысли о неизбежности предоставления курдам автономии. В конце года между ними и Барзани начались новые переговоры. Баасисты в принципе признавали право курдов на автономию, но спорным оказался вопрос о её границах: баасисты отказывались включать в неё нефтеносные районы и особенно Киркук; Барзани же называл Киркук «сердцем Курдистана» и его столицей. На утверждение одного из членов делегации, что «Киркук — это не Курдистан», он экспансивно воскликнул: «Если в Киркуке останется хоть один курд, это всё равно будет Курдистан. Знай, что мы никогда, никогда не отречёмся от Киркука!». Киркукский вопрос поставил переговоры на грань срыва; но они были спасены личным вмешательством Саддама Хусейна.
11 марта в деревне Навпардан (под курдской «столицей» — городком Галала) между Барзани и Саддамом Хусейном был подписан договор, получивший название «Мартовского договора», или «Мартовского манифеста» (так как был опубликован в виде односторонней правительственной декларации). Пунктом 14 договора правительство обязывалось гарантировать «право курдов на самоопределение». Конкретные формы автономии должен был определить закон, который (как предполагалось в секретном приложении к договору) должен был быть выработан в течение 4 лет по взаимному соглашению. Границы автономии должны были определиться по результатам будущей переписи. Таким образом, разрешение ключевого вопроса о границах было отложено. По крайней мере до принятия закона Барзани сохранил контроль над своей территорией и силы пешмерга, которые были формально преобразованы в иракские пограничные и тому подобные формирования.
Договор 11 марта был встречен бурным восторгом во всём Ираке. Представители ДПК получили официальный статус, министерские посты в Багдаде и посты губернаторов в курдских провинциях. Однако перепись населения в Киркуке, которая была намечена на октябрь, так и не состоялась. Вместо этого начались этнические чистки, захватившие также другой район равнинного Курдистана — Синджар. Патронируемая Саддамом Хусейном спецслужба «Мухабаррат» организовывала разнообразные акции против ДПК, включая покушение на Идриса Барзани и два покушения на самого Моллу Мустафу.
9 апреля 1972 года Саддам Хусейн заключает договор о дружбе и сотрудничестве с СССР, Барзани лишается советской поддержки, но тотчас получает американскую: президент Ричард Никсон выделяет курдам 15 миллионов долларов. При этом курды уже давно (с середины 1960-х годов) пользовались активной поддержкой Израиля и шахского Ирана (по каналам спецслужб «Моссад» и «САВАК»), со своей стороны всячески подталкивавших Барзани к возобновлению боевых действий. С иранской стороны операцию по поддержке курдского повстанческого движения курировали офицеры шахской разведки — полковник Иса Педжман и генерал Манучехр Хашеми.
Отношения между Багдадом и Тегераном всегда были натянутыми — обе стороны имели взаимные территориальные претензии.
Река Шатт-эль-Араб и прилегающая к ней территория имеют большое военное и экономическое значение для обеих стран, особенно для Ирака. Важнейший его порт Басра находится в 90 км от впадения реки в Персидский залив. Главный нефтеналивной порт Фао расположен в её устье. Основные нефтепроводы проходят параллельно реке на небольшом удалении. Протяженность иракской береговой черты в Персидском заливе составляет около 80 км. Причем местность на побережье заболочена и малопригодна для строительства портов, Здесь находится единственный порт страны Умм-Каср, но подход к нему возможен по узким фарватерам, контролируемым Кувейтом. С иранской стороны на р. Шатт-эль-Араб расположен Хорремшехр — крупнейший торговый порт и железнодорожный узел на юге страны. Здесь же находятся центр нефтепереработки Абадан и военно-морская база Хосровабад. Транспортировка грузов через Персидский залив с их перегрузкой на железную дорогу в порту Хорремшехр считается экономически более выгодной, чем при использовании других портов на юге страны. Поэтому установление договором границы по восточному берегу р. Шатт-эль-Араб в большей степени отвечало жизненно важным интересам Ирака и в известной мере ущемляло интересы Ирана, который при любом удобном случае пытался добиться пересмотра договора и установления границы по линии тальвега.
Предметом разногласий между Ираном и Ираком являются также небольшие участки вдоль их сухопутной границы. Всего насчитывается шесть таких участков общей площадью 370 км в районах севернее Хорремшехр, Фука, Мехран (два участка), Нефтшах и Касре-Ширин. В течение длительного времени остаются неурегулированными вопросы использования вод пограничных рек и выпаса скота в приграничной зоне.
Обе стороны старались их решить в свою пользу используя «местных» курдов. Приход к власти в Багдаде БААС не улучшил отношений между двумя странами. Более того, следуя идее общеарабского единства, Багдад стал поддерживать и развивать арабское сепаратистское движение в иранской приграничной провинции Хузестан (Арабистан в арабских источниках). Именно эту провинцию Багдад стремился заполучить.
Дополнительный колорит проблеме приграничных территорий по Шатт-эль-Араб придавали обширные нефтяные поля по берегам реки.

## Восстание 1974 года
11 марта 1974 г. иракское правительство в одностороннем порядке опубликовало «Закон № 33 о курдском автономном районе». Закон предусматривал создание курдской автономии со столицей в г. Эрбиле (а не Киркуке, как требовал Барзани), в составе провинций Эрбиль, Сулеймания и Дохук, то есть примерно на половине территории этнического Иракского Курдистана. Во главе автономии стоят Законодательный и Исполнительный советы. Первый избирается населением, главу второго назначает президент Ирака из числа членов Законодательного совета; тот, в свою очередь, формирует Исполнительный Совет, члены которого приравниваются к министрам. Президент может отставить главу Исполнительного совета, что означает роспуск Совета. Он может также распустить Законодательное собрание. Вся деятельность автономии проходит под тесным контролем государственного министра, которому надлежит координировать действия центральных и местных органов (в том числе силовых ведомств) и, в частности, присутствовать на всех заседаниях местных органов. Все законы, принятые Законодательным советом, министр юстиции или государственный министр может в месячный срок оспорить в особом апелляционном суде в Багдаде. Все силовые структуры Курдистана подчиняются непосредственно Багдаду. О судьбе пешмерга ничего не говорилось — молчаливо подразумевалось, что они будут расформированы.
Опубликование Закона № 33 вызвало в Курдистане всеобщее возмущение. Новое восстание, начавшееся в марте, было наиболее массовым из всех курдских восстаний до 1991 года. Едва ли не все боеспособные мужчины ушли в горы; Сулейманийский университет в полном составе переместился в Кала-Дизу (город в повстанческом районе). Всего на территории «Свободного Курдистана» находилось 470 кадровых офицеров, 98 врачей, 220 инженеров, 60 преподавателей ВУЗов, 2120 школьных учителей. Численность пешмерга достигла 60 тысяч; кроме того существовало 43 тысячи территориальной милиции.
Решив, что Ирак ослаблен внутренними проблемами (перевороты, война с курдами, экономический упадок), Тегеран 19 апреля 1969 года в одностороннем порядке денонсировал договор 1937 г., согласно которому граница с Ираком в районе реки Шатт-эль-Араб проходила по иранскому берегу. Теперь граница проходила строго по середине реки. Как и ожидал шах, в Ираке лишь беспомощно развели руками.
Скоро, впрочем, представился повод ответить шаху: 20 января 1970 неизвестные лица попытались совершить переворот. Уже на следующий день Багдад обвинил руководство иранского посольства в Ираке в подрывной деятельности. В ответ иракскому послу приказано покинуть Тегеран в 24 часа.
На следующий год Иран захватил несколько иракских островов: Абу-Муса, Большой и Малый Томб, находящиеся в Ормузском проливе. В Ираке началась кампания лейтмотив которой можно выразить лозунгом: «Арабистан должен стать арабским».
Война Судного Дня в Израиле в октябре 1973 года способствовал восстановлению дипотношений. Это событие не привело к разрядке в отношениях между двумя странами — Иран по-прежнему поддерживал мятежных курдов. В марте 1974 года Иран открыл границы для курдских повстанцев, отступающих из Ирака под натиском правительственных войск. В Иране были созданы военные лагеря для обучения курдских бойцов. В качестве контрмеры в 1975—1978 годах вдоль границы с Ираном был создан так называемый «арабский пояс» шириной 25 км, куда переселялись иракцы арабского происхождения.
Боевые действия в марте 1974 — марте 1975 года отличались особой ожесточённостью и масштабом, приняв характер регулярной фронтовой войны. За прошедшие годы Саддам резко усилил и перевооружил армию, удвоив количество бронетехники. Со своей стороны, Иран щедро снабжал Барзани тяжёлым и реактивным оружием. Шах Пехлеви всё более открыто вмешивался в конфликт на стороне курдов, так что к началу следующего года в Ираке уже находилось до двух полков иранской армии (в качестве зенитчиков, военных строителей и так далее). 200 тысяч курдских беженцев были размещены в Иране и получали содержание от Общества Красного Льва и Солнца (аналог Красного Креста).
В военном отношении, основной удар иракцев вновь был направлен на «дорогу Гамильтона». 8 августа они начали наступление на ревандузском направлении силами трёх бронетанковых дивизий общей численностью в 15 тысяч солдат, при 300 танках и 200 орудиях. Курдский фронт был прорван, иракцы вклинились на 100 км, взяли Ранию, Кала-Дизу, Ревандуз и вновь дошли до господствующих над дорогой гор Хиндрин и Зозек, где и были остановлены. Их новое наступление на эти высоты (в октябре) также не увенчалось успехом.
15 сентября курды перешли в наступление разом на трёх фронтах (Ревандуз, Киркук и Захо). Они отбили Ревандуз, перерезали дорогу Киркук-Сулеймания и фактически полностью окружили Киркук. На весну Барзани планировал начать широкое наступление.
Но ОПЕК не было заинтересованно в обострении отношений между двумя крупными нефтяными державами и при посредничестве этой организации начались переговоры.

Беженцы

## Крах восстания
В такой ситуации Саддам Хусейн дал понять шаху Пехлеви, что согласен удовлетворить все его пограничные претензии. Претензии касались главным образом условий судоходства по пограничной реке Шатт-эль-Араб. 6 марта 1975 года на саммите ОПЕК в Алжире между ним и шахом был подписан договор. Ирак соглашался на то, чтобы граница была установлена по тальвегу Шатт-эль-Араба; со своей стороны, Иран обязался прекратить поддержку курдов, а в случае, если они продолжат восстание, — принять участие в его подавлении.
Алжирский договор явился смертельным ударом для восстания. Узнав о его содержании, Барзани первоначально планировал перейти к партизанской войне. Но шах, предложив курдам эмигрировать в Иран или воспользоваться объявленной Багдадом амнистией, в то же время объявил, что в случае продолжения восстания закроет границы, вышлет беженцев и окажет помощь Ираку в его подавлении. Увидев себя в безвыходном положении и опасаясь геноцида со стороны Ирака, Барзани 19 марта 1975 года отдаёт пешмерга приказание уничтожить тяжёлое вооружение и уходить в Иран. К началу апреля иракцы полностью овладели территорией бывшего «Свободного Курдистана».
Саддам Хусейн решил максимально использовать ряд ошибок, допущенных курдскими лидерами, автономия Курдистана была свёрнута, любое проявление «сепаратизма» подавлялось. Начались массовые депортации курдов на юг Ирака. Из Иракского Курдистана депортировано в 1975—1978 годах от 300 до более 350 тыс. чел., сожжено 250 курдских деревень. Только за четыре года, с 1974 по 1978 г., в шести северных провинциях Ирака были выселены жители 1220 деревень. Часть их была сожжена или стёрта с лица земли бульдозерами и танками. Большое число курдов (около 250 тыс., человек) — были вывезены с севера на армейских грузовиках на юг Ирака, к границе с Саудовской Аравией под видом депортации и там расстреляны. В 1970—1980-х гг. из Ирака (в основном из Багдада) было депортировано около 40 тыс. курдов-шиитов (файли)..

Фактически, Саддам Хуссейн войну полностью проиграл. Но плоды победы достались не курдам. Дж. Р. Апдайк пишет: 
«...Поскольку иракская армия была на грани краха, а экономика серьёзно пострадала, иранский шах практически держал Багдад за горло. Если бы он захотел, он мог бы расчленить Ирак. Если бы он захотел, он мог бы опрокинуть режим Баас. К счастью для Саддама и его соратников, шаху не нужны были их головы до такой степени, как его преемникам-фундаменталистам через пять лет. Все, чего он хотел — это недвусмысленного признания Ираком геополитической гегемонии Ирана в заливе, что конкретно требовало юридического пересмотра правил навигации в Шатт-эль-Араб и некоторых мелких территориальных уступок. Более того, используя курдов как орудие для навязывания своей воли Ираку, шах вовсе не намерен был позволить курдам стать излишне сильными. Так как Иран был обременен своей собственной курдской проблемой, автономный, а тем более независимый Курдистан явно не предвещал ничего хорошего».
Саддам Хуссейн понял, что одной из причин его поражения следует считать активную поддержку Ираном курдов и выбросил в сторону Тегерана белый флаг. В октябре 1974 года прошла встреча глав арабских государств в Рабате, после которой король Иордании Хусейн I устроил встречу иранских и иракских представителей. Так начались тайные переговоры между двумя региональными державами. Посредником между шахом Мохаммед Реза Пехлеви и Саддамом выступил президент Египта Анвар Садат, который во время встречи с шахом передал ему просьбу Саддама Хусейна о прекращении помощи курдам, а затем в Багдаде передал Саддаму Хусейну условия шаха. Наконец, в марте 1975 года, во время саммита ОПЕК в Алжире, президент Хуари Бумедьен свёл шаха и Саддама Хусейна. 6 марта между ними было заключено Алжирское соглашение. Шах получил всё, что желал: пересмотр правил навигации по Шатт-эль-Арабу и удовлетворение всех своих пограничных притязаний. За это, он обязался прекратить поддержку Барзани.

Вернувшись из Алжира, 12 марта шах пригласил к себе Барзани. На встрече в тегеранском дворце Ниаварана шах, видимо не без некоторой неловкости, заявил: 
«...Я договорился с Ираком ради интересов моего народа и моей страны. Сохранение мира с арабскими странами имеет большое значение, и даже западные страны не могут его игнорировать».
Далее шах заявил, что он прекращает всякую помощь Барзани, и пригрозил, что в случае продолжения им войны он закроет границы и будет, в соответствии с новыми обязательствами, оказывать помощь Ираку. Что же касается до Барзани и его пешмарга, то они могут выбирать: либо оставаться в Ираке и сражаться до конца в одиночку, либо эмигрировать в Иран. Иракские же власти объявили амнистию всем кто участвовал в восстании. «Вы жили в СССР в течение 12 лет и можете жить в Иране, может быть тогда ситуация изменится». На этом аудиенция кончилась. Барзани был потрясен до глубины души — его надежный союзник, на которого он опирался в течение стольких лет так легко его предал ради таких ничтожных интересов. С другой стороны следует отметить, что шах сам не был заинтересован в чрезмерном разгорании курдского национального движения, так как побаивался, что к нему присоединяться вассальные ему курды.
Было аннулировано соглашение от 1937 г. и восстановлена граница по тальвегу (середине фарватера) реки. В ответ Иран обязался прекратить поддержку мятежных иракских курдов. Оно было подкреплено 13 июня 1975 года договором о границах и добрососедских отношениях между Ираком и Ираном.
Иран должен был отвести свои войска из некоторых спорных районов. Ирак уступал Ирану 518 км² территории. Стороны договорились продолжить переговоры с целью урегулирования всего комплекса разногласий, включая пограничный режим и проблему депортированных Ираком лиц (в начале 70-х годов было депортировано в Иран до 60 тыс. лиц иранского происхождения с целью ликвидировать у себя в стране «пятую колонну»).
Итак, Барзани вернулся в Курдистан совершенно потерянный и спешено собрал членов ЦК и штаб, сообщил им убийственную новость. После этого он поставил вопрос ребром: «Что делать дальше?» Меньшинство предлагало просить убежища в Иране или сдаться по амнистии, большинство настаивало на продолжении борьбы. Следует отметить, что у ДПК в тот период имелась огромная, по понятиям Ближнего Востока, армия, насчитывающая 100 тысяч человек, с запасом вооружения и продовольствия на два года и огромные финансовые средства. По этой причине генерал Барзани присоединился к мнению большинства — продолжить национально-освободительную борьбу. Было решено создать два комитета для руководства восстанием: для области Соран и для области Бахдинан. Во главе их встали сыновья Моллы Мустафы Идрис и Масуд. После того, как собрание окончилось, Барзани написал письмо президенту США Ричарду Никсону и госсекретарю Генри Киссенджеру. «Новая ситуация, сложившаяся для нашего народа и наших бойцов — это ситуация безнадежности. Наш народ находится перед лицом великого предательства. Для нас стоит вопрос жизни и смерти. Я не хочу много распространяться, а хочу попросить вас выполнить свои обещания нашему народу. Для сохранения нашей жизни и защиты наших семей, для сохранения нашей чести и гордости мы нуждаемся в вашем благородном решении». Ответа он не получил. В этот решающий для курдов момент правительство США оставило курдов на произвол судьбы. Впоследствии Киссинджер не без цинизма заявлял по этому поводу, что правительство США не считает себя связанным обязательствами, которые давались неофициальным путём через агентов разведки.
Тем временем, наступление иракской армии продолжалось. Иран и Турция закрыли границы. Несколько человек, которые пытались найти убежище в Турции, были выданы иракцам, которые их тотчас расстреляли. Весть об этом вызвала панику. В горах скапливались десятки тысяч беженцев. Продовольствие иссякало. 15 марта представитель иранской спецслужбы САВАК явился в Хаджи Омран и предъявил Барзани ультимативное требование прекратить борьбу, грозя в противном случае военным вмешательством Ирана. Барзани оказался в полной изоляции — и географической и политической. В отчаянии он обратился по радио к правительству США, упрашивая его повлиять на Иран. 19 марта он направил Ахмед Хасан аль-Бакру мирные предложения, но в ответ иракцы потребовали безоговорочной сдачи, обещая амнистию. Ничего поделать было невозможно. Барзани вновь собрал руководство и заявил о своем решении прекратить борьбу и просить убежища в Иране.
Между тем, на местах ситуация вовсе не казалась катастрофической. Части пешмарга находились на своих позициях, были обеспечены всем необходимым и поэтому шифрованная телеграмма из Главного Штаба, предписывавшая уничтожать склады и тяжелое вооружение и отходить, прозвучала буквально, как гром среди ясного неба. Сначала решили, что Барзани заключил мирное соглашение, но багдадское радио, с его призывами сдаваться и обещаниями амнистии, быстро рассеяло эти иллюзии. Никто ничего не понимал, однако приказ выполнили.
Следует отметить, что в данном случае проявился дар политического предвиденья генерала Барзани. Он понимал, что в результате внешнеполитической рокировки он потерял важного союзника и не приобрел взамен другого. А после того, как Иран открыто перешёл на сторону его противника он понимал, что дальнейшая война — это война на истребление его народа. Он понимал, что запасы вооружения и продовольствия очень быстро иссякнут, но впоследствии уже не будет такой возможности ему и его народу покинуть Ирак.
В результате соглашений с Тегераном последний открыл границу и толпы людей хлынули в Иран. Пешмарга прятали своё оружие и тянулись к пограничным постам. Это был настоящий исход, великое переселение: 200 тысяч человек ушло тогда в Иран. 22 марта иракскую территорию покинул Молла Мустафа. 10 апреля в Иран перебрались все члены партийного руководства. Таким образом прекратило существование государственное образование «Курдистан», а на его месте осталась его пародия в виде «автономии».
Однако генерал Мустафа Барзани не прекращал борьбы. Он обратился за помощью к другому соседу Ирака — Сирии. При активной помощи Дамаска (эту помощь Сирия признала летом 1976-го), 1 мая 1976 года началось новое восстание в Иракском Курдистане. Хусейну удалось подавить его относительно быстро — уже к концу месяца. Темпы и масштабы переселения курдов возросли.
Обосновавшись в Иране, многие курдские лидеры не прекращали антииракскую деятельность. Шах счел неуместным подобные действия курдских повстанцев и приказал органам безопасности проконтролировать их политическую активность. Айюб Барзани, курдский писатель и критик, после подавления курдского восстания 1975 г., укрылся в Иране, где он подвергался запугиванию со стороны иранских спецслужб (САВАК) и вскоре был арестован. Он покинул Иран в конце 1976 года и попросил убежища в Великобритании.
Несмотря на поражение, Сентябрьское восстание сыграло огромную роль в истории курдов. Оно резко подняло национальное самосознание и самооценку, дало организационные формы для национально-освободительной борьбы и создало важный прецедент курдской повстанческой государственности — «Свободный Курдистан». Поэтому до некоторой степени можно сказать, что оно заложило фундамент современного курдского государственного образования в Иракском Курдистане.